# Gonzales (Puerto España)
Gonzales es una localidad de Trinidad y Tobago, que forma parte de la ciudad de Puerto España.

## Geografía
La localidad abarca parte de la isla Trinidad y limita al norte con Belmont, al sur con East Port of Spain y Picton (esta última localidad perteneciente a la región de San Juan-Laventille), al este con St. Barbs (localidad perteneciente a la región de San Juan-Laventille) y al oeste con Belmont y East Port of Spain.

## Demografía
Datos demográficos de la localidad de Gonzales:
| Gráfica de evolución demográfica de Gonzales entre 2000 y 2011 |
|                                                                |